# Новоандриановка
Новоандриановка — село в Матвеево-Курганском районе Ростовской области.
Входит в состав Матвеево-Курганского сельского поселения.

## География

### Улицы
| - ул. 50 лет Победы, - ул. Западная, - ул. Садовая, - ул. Степная, - ул. Школьная, | - пер. Дружбы, - пер. Новый, - пер. Центральный. |

## История
В 1887 году 26 семей немцев-колонистов  из материнской колонии Беловеш, с. Крещатен, переселились в Таганрогский округ Донской области и основали там новые поселения, в том числе и село Ней-Андриановка.
На 1905 год в колонии существовала церковная школа. В ней училось 65 детей. Учитель получал зарплату 200 рублей. В 1926 в селе была 4-классная школа.
В 1941 году все немецкое население Ней-Андриановке было выселено в Казахстан.

## Население
| 2010 | 2014 |
| ---- | ---- |
| 596  | ↗721 |

## Религия
В 1905 году в Ней-Андриановке числилось 314 верующих лютеранского исповедования (100 % населения). В селе не было церкви, но был молитвенный дом.
Следующие пасторы работали в Ново-Андриановке (вернее в Кирхшпиле Таганрог):
- Johann Friedrich Götz (1863—1877)
- Nikolaus Straus (1879—1907) — первый пастор после основания Ней-Андриановки.
- Richard Keller (1907—1921)
- Reusch Emil (1919—1925)
- Seib Eduard (1925—1931)

Пастор проповедовал в Ново-Андриановке пять раз в год. За каждого конфирмированного члена общины Пастор получал 1,5 рубля от собственников и 75 копеек от арендаторов и слуг. В остальное время служба проводилась самостоятельно (читали из библии, пели молитвы).
За особенные услуги он получал следующее оплату:
- крещение — 60 копеек;
- конфирмация — 1,3 рубля;
- венчание — 2 рубля.[4]